# Nagyteremi

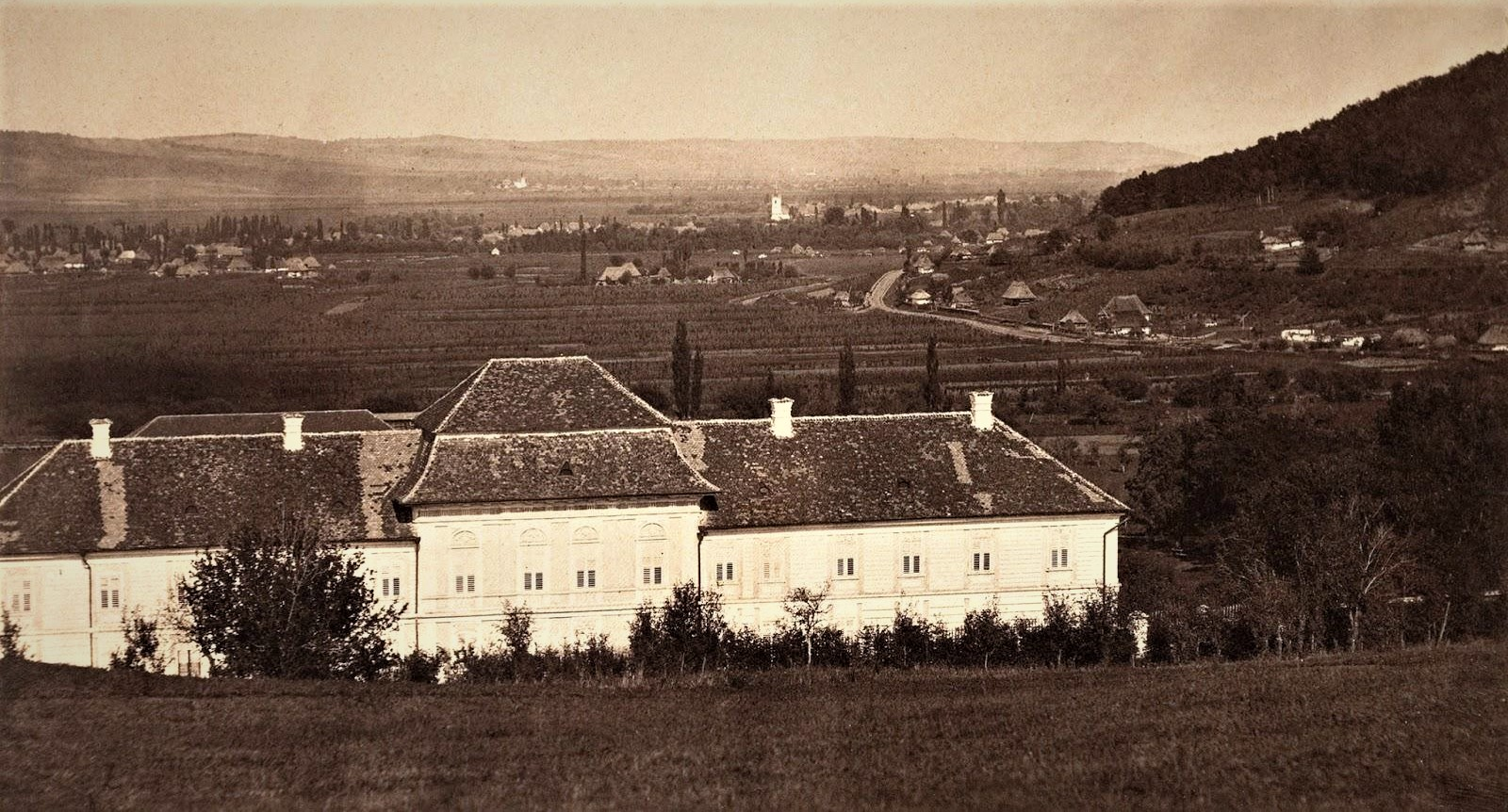
Solymosy-palota

Nagyteremi (románul Tirimia, korábban Teremia Mare, németül Gross-Wachsdorf) falu Romániában Maros megyében.

## Fekvése
A falu Marosvásárhelytől 12 km-re délnyugatra, a Vajdakuta-, Verescserép- és a Botosédi-patakok találkozásánál fekszik a Somosd-tető előterében.

## Népessége
A Bethlenek a 18. században görögkatolikus románokat telepítettek az addig katolikus, majd unitárius, majd református faluba.
A népesség változása 1850-től:
| Év   | Összesen | Román | Magyar | Egyéb |
| ---- | -------- | ----- | ------ | ----- |
| 1850 | 1028     | 751   | 255    | 22    |
| 1880 | 1070     | 704   | 338    | 28    |
| 1910 | 1291     | 807   | 478    | 6     |
| 1920 | 1276     | 918   | 349    | 9     |
| 1930 | 1347     | 947   | 382    | 18    |
| 1941 | 1308     | 843   | 460    | 5     |
| 1966 | 1140     | 831   | 309    | -     |
| 1977 | 1040     | 752   | 274    | 14    |
| 1992 | 831      | 501   | 230    | 40    |

## Története
1263-ban Theremy néven említik először. Katolikus lakossága a 16. században unitárius lett, de Bethlen János 1662-ben református hitre térítette őket és 1672-ben megkapták a román kori templomot is. A megmaradt 16 unitárius család új templomhelyet kapott, ahol hamarosan fel is épült templomuk. A régi református templomot 1904-ben bontották le, mivel a falun kívül állott, az újat a faluban építették meg.
A faluban a 16. század végén Sükösd György két udvarházat is építtetett. 1568-ban Bethlen János építtetett udvarházat, melyet a 17. században nagyobb szabású várrá építették ki.
A hagyomány szerint a Galamb-hegyen is vár állott, melyet Törökvárnak neveztek. A 18. század végén gr. Bethlen Kamilló épített kastélyt a lankás hegyoldalba, amely az első világháború után pusztult el, romjai láthatók.
1880-tól Kis-Küküllő vármegye Radnóti járásához tartozott. 1920-tól Kis-Küküllő megye (jud. Târnava Mică), 1930-tól Maros megye (jud. Mureş), 1941-től Maros-Torda vármegye, 1956-tól a Magyar Autonóm Tartomány, 1966-tól a Maros-Magyar Autonóm Tartomány része volt.

## Látnivalók
- A Kripta-hegy gr. Bethlen Farkas és gr. Bethlen Lipótné kriptájáról nevezetes, melyek ma is láthatók a temető legmagasabb pontján.[2][6]